# Виктор I херцог фон Ратибор
Виктор I Мориц Карл херцог фон Ратибор, княз фон Корвей, принц фон Хоенлое-Шилингсфюрст (на немски: Viktor Moritz Karl I. Herzog von Ratibor, Fürst von Corvey; Viktor Moritz Karl Erbprinz zu Hohenlohe-Schillingsfürst; * 10 февруари 1818, Лангенбург; † 30 януари 1893, дворец Рауден, Силезия) е принц на Хоенлое-Шилингсфюрст (до 1840), 1. княз на Корвей в Прусия (от 15 октомври 1840) и 1. херцог на Ратибор в Силезия (от 15 октомври 1840) и политик.

## Биография
Той е най-големият син на княз Франц Йозеф фон Хоенлое-Шилингсфюрст (1787 – 1841) и съпругата му принцеса Каролина Фридерика Констанца фон Хоенлое-Лангенбург (1792 – 1847), дъщеря на княз Карл Лудвиг фон Хоенлое-Лангенбург (1762 – 1825) и графиня Амалия Хенриета Шарлота фон Золмс-Барут (1768 – 1847). Брат е на Хлодвиг (1819 – 1901), княз Хоенлое-Шилингсфюрст (1845), Густав Адолф (1823 – 1896), кардинал (1823 – 1896), Константин (1828 – 1896), принц на Хоенлое-Валденбург-Шилингсфюрст-Ратибор и Корвей.
Виктор следва право и езици в Гьотинген, Бон, Хайделберг и Лозана. Той пътува в Швейцария, Италия, Франция и Англия.
На 15 октомври 1840 г. пруският крал Фридрих Вилхелм IV му дава титлата „херцог фон Ратибор и княз фон Корвей“. Тогава той се отказва от всичките си наследствени права и династични титли в Шилингсфюрст в полза на по-малкия му брат. От 2 септември 1873 г. има титлата генерал на кавалерията „à la suite“. Той участва в политиката. Привърженик е на Ото фон Бисмарк.

## Фамилия
Виктор фон Хоенлое-Шилингсфюрст се жени на 19 април 1845 г. в Донауешинген за принцеса Мария Амалия София Вилхелмина фон Фюрстенберг (* 12 февруари 1821; † 17 януари 1899), дъщеря на княз Карл Егон II фон Фюрстенберг (1796 – 1854) и принцеса Амалия фон Баден (1795 – 1869), дъщеря на велик херцог Карл Фридрих фон Баден (1728 – 1811). Те имат десет деца:
- Амалия (* 3 октомври 1846; † 25 август 1847)
- Виктор II (* 6 септември 1847; † 9 август 1923), наследник
- Франц Карл (* 6 април 1849; † 27 май 1925)
- Елизабет (* 27 февруари 1851; † 5 октомври 1928)
- Егон (* 4 януари 1853; † 10 февруари 1896)
- Мария Тереза (* 27 юни 1854; † 29 май 1928)
- Максимилиан (* 9 февруари 1856; † 12 януари 1924), дипломат в Испания (1911 – 1918)
- Ернст Емануел (* 10 ноември 1857; † 25 февруари 1891)
- Карл Егон (* 7 юли 1860; † 11 април 1931), юрист и политик
- Маргарета (* 3 февруари 1863; † 4 юни 1940)